# 變星

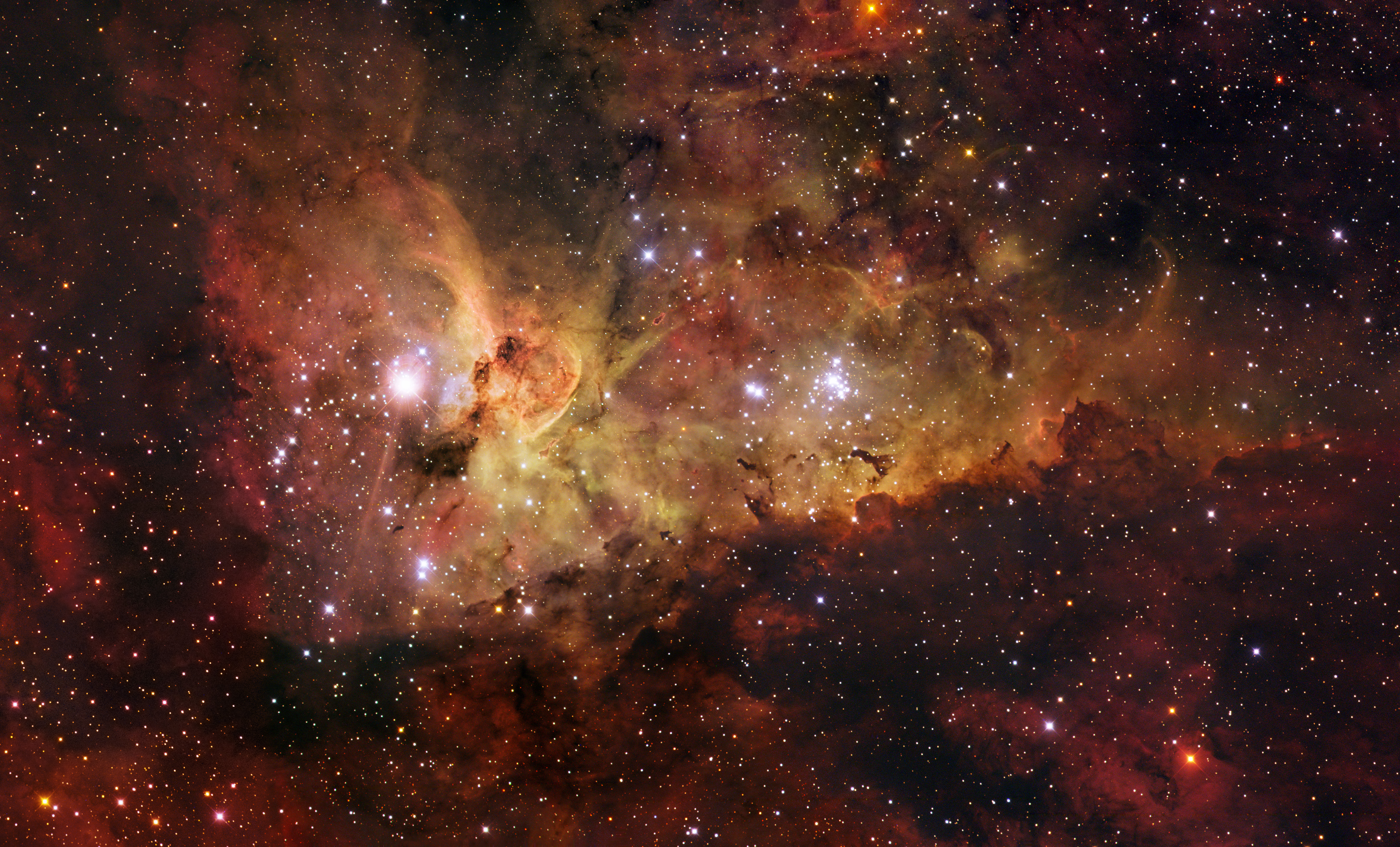
船底座星云中的变星船底座η

包含造父變星的三裂星雲。

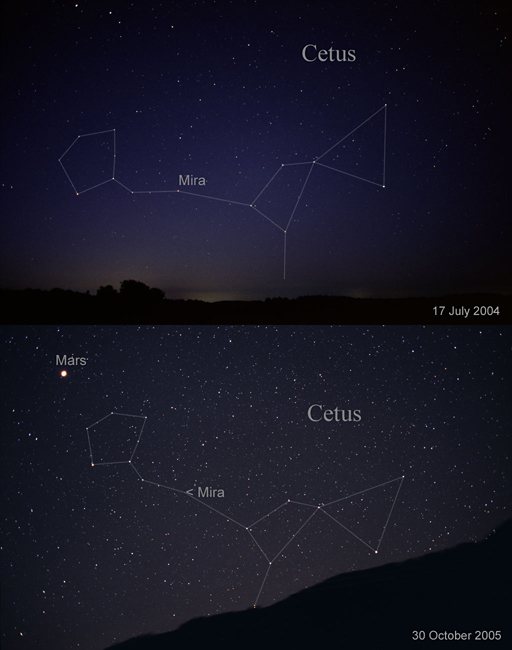
在兩個不同時段，有著不同亮度的芻槀增二（Mira）。

變星是從地球上觀察其亮度（視星等）有起伏變化的恆星。
這種變化可能是由於發射的光量變化，或某些部分被阻擋而引起的，因此變星可被歸類為：
- 內因變星（本質變星）：其亮度是實際上發生變化。例如，因為恆星週期性的膨脹和收縮。
- 外因變星：其亮度變化是由於可以到達地球的光量有所變化。例如，因為是聯星，它的伴星有時會經過它的前方。

許多，也可能是大多數，恆星的亮度或多或少都有一些變化：例如，我們的太陽，它的能量輸出在11年的週期中大約有著0.1%的變化。

## 發現簡史
大約3,200年，古埃及的幸運和不幸紀念曆中發現，可能是一顆變星最古老的紀錄文獻：聯星大陵五 。
在現代的天文學家中，第一顆被確認的變星是約翰·福西尼德·霍爾瓦達在1638年發現的芻槀增二（鯨魚座ο，Mira），注意到它的變光週期約為11個月；而大衛·法布里奇烏斯曾在1596年描述它為新星。此一發現，加上1572年和1604年觀測到的超新星，證明星空並非象亞里士多德和其他古代哲學家所教導的那樣永恆不變。這樣，變星的發現促成了16世紀和17世紀初的天文學革命。
第二顆變星是蒙塔纳里在1669年發現的食變星大陵五（英仙座β）；約翰·古德利克在1784年對其成因給出了正確的解釋。
天鵝座χ於1686年被戈特弗裡德·基什確認，然後長蛇座R在1704年由G.D. 馬拉迪發現。迄1786年，已知的變星有十顆，約翰·古德利克自己發現的有造父一（仙王座δ）和漸台二（天琴座β）。自1850年以來，已知的變星數量迅速增加，特別是在1890年，可以通過攝影的手段識別變星之後。
2008年的變星總表列出的銀河系中的變星數量超過46,000顆，其它星系中也有10,000顆，還有超過10,000顆疑似變星的候選者。

## 偵測變異性
變星最常見的變異類型涉及量度的變化，但也有其他類型的變異發生，特別是光譜的變化。通過將光變曲線數據與觀測到的光譜變化相結合，天文學家通常可以解釋為什麼一顆特定的恆星會變化。

### 變星觀測

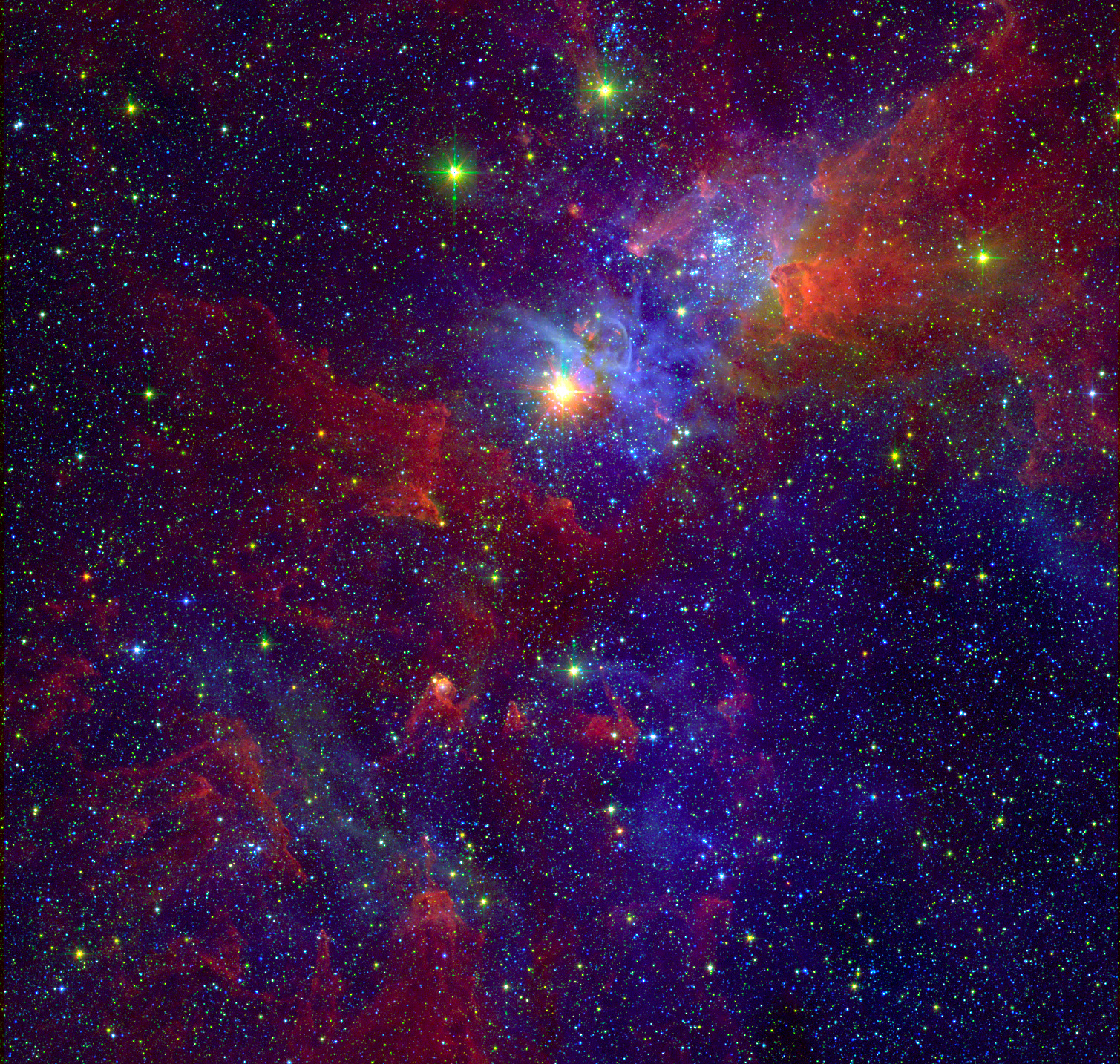
嵌入船底座星雲中的變星船底座η的照片。

變星通常藉由光度測定、光譜攝影和光譜學進行分析。可以測量亮度隨著時間的變化，進而繪製出光變曲線。對規則的變星，其週期的變化和振幅可以很好的確定；然而，對許多的變星來說，這些數值可能會隨著時間緩慢的變化，甚至從一個週期到下一個週期就改變了。光度曲線的最高峰處即為最大值，低谷處為最小值。
業餘天文學家可以通過與在望遠鏡的同一視野中已知亮度不變且視星等已知的恆星進行光度比較，從而對變星進行有用的科學研究。通過對變星視星等的估計和觀測時間的紀錄，可以建構出視覺的光度曲線。美國變星觀測者協會（AAVSO，American Association of Variable Star Observers）收集世界各地參與者的觀測資料，並和所有科學團體共享。
由光變曲線可得到下列資訊：
- 亮度變化是否為週期性、半週期性、不規則或者為獨一無二的？
- 亮度變化的週期為多少？
- 亮度曲線的形狀（是否對稱、變化方式為尖銳或是平滑地改變、每個週期內是否有一個或多個最大值等等）

由光譜可得到下列資訊：
- 為那一種類型的恆星：溫度為多少、星球的光度分類是那一類（矮星、巨星、超巨星等等）？
- 為單星或是聯星？（聯星的頻譜可顯示其個別恆星之頻譜特徵）
- 光譜是否隨著時間改變？（例如，恆星可能週期性的增溫或降溫）
- 亮度的變化可能在很大程度上取決於所觀察的光譜部分。（例如，在可見光波段亮度有很大的改變，但在紅外光波段的光譜幾乎沒有變化）
- 如果譜線的波長發生偏移則表示發生運動（例如，恆星週期性的膨脹和收縮，或者旋轉，或者氣體層的膨脹）（都卜勒效應）
- 恆星的強磁場訊息可從光譜中得知。
- 異常的發射或吸收譜線暗示可能恆星附近有高溫恆星大氣或氣體雲包圍著恆星。

在極少數的情況下，可以製作出恆星盤面的圖片。這些可能顯示出表面有較暗的斑點。

### 觀測資料的解釋
結合變星的光變曲線和光譜，通常有助於了解變星中發生的變化。例如，脈動星的證據就在其光譜中譜線的移動，它的表面因為週期性的膨脹和收縮，因而會接近和遠離我們，而其頻率與它光度變化的步調相吻合。
大約三分之二的變星有著脈動。在1930年代，天文學家愛丁頓以數學方程式描述恆星的內部，顯示恆星會因為不穩定而導致脈動。最常見的不穩定類型是振盪，這與恆星外層和對流層的電離程度有關。
當恆星處於膨脹階段時，它的外層膨脹會導致冷卻。由於溫度的降低，電離的程度也隨之降低。這使得氣體比較透明，從而使恆星更容易輻射出能量。於是，恆星反過來開始收縮。當氣體因收縮而壓縮時，它被加熱，因此電離程度再次增加。這使得氣體變得較不透明，輻射暫時被捕獲在氣體中。這進一步加熱氣體，導致它再次膨脹。因此，膨脹和收縮（膨脹和壓縮）的迴圈得以持續。
眾所周知，造父變星的脈動是由氦電離振盪（從He++成為 He+，再回到He++）引起的。

## 變星的命名
在每一個星座中，發現的第一顆變星會以英文大寫字母R命名，例如：仙女座中發現的第一顆變星命名為仙女座R。然後依序至Z來命名。這種命名法是阿格兰德所提出的，他是最早將星座中被發現而還沒有名字的變星以拜耳尚未使用到的字母R來標示。之後，因為變星數量的增加，加入雙字母RR到RZ、SS到SZ，直到ZZ來標示在同一個星座中陸續被發現的變星，例如天琴座RR。之後再被發現的則由AA至AZ、BB至BZ，直至QQ至QZ為止（其中省略掉字母J）。當這334個的字母組合用盡後，再在同一個星座中被發現的變星就採用字母V與數字結合，由V335開始編號來排序，例如天鵝座V1500。

## 類型
變星可以是內因或外因的其中一種類別。
- 內因變星：恆星本身的物理性質變化導致恆星自身發生變異。這類變星可以再分成三種子類別。
  - 脈動變星：恆星的半徑交替擴展和收縮，是演化中自然老化的一部份過程。
  - 噴發變星：恆星表面經歷像閃焰或大規模物質拋射的噴發。
  - 激變或爆發變星：發生災難性或爆炸性變異的恆星。例如新星和超新星。

- 外因變星：由外在的原因（如食或自轉）引起變異的恆星。主要有兩個子類別。
  - 食聯星：本身是聯星，但是因為地球獨特的位置，當它們循著軌道繞行時，偶爾會互相遮蔽。
  - 自轉變星：其變化是由與自轉相關現象造成的恆星。例如恆星表面有斑點（類似太陽黑子）影響其視亮度，或是快速自轉導致它們的形狀成為橢球體。

這些子類型通常會進一步細分成特定的類型，並以它們的原型（通常是被確認的第一顆）命名。例如，第一顆被確認的矮新星是雙子座U，矮新星就稱為雙子座U型變星。

## 內因變星

在赫羅圖上的內因變星。

下面給出各種不同類型的範例。

### 脈動變星
恆星膨脹和收縮的脈動影響它們的亮度和光譜（表面溫度）。脈動通常分為徑向：整顆恆星成為一體膨脹和收縮個；和非徑向：恆星的一部分膨脹，而另一部分收縮。
根據脈動的類型及其在恆星內部的位置，有一個基本頻率來確定恆星的週期。恆星也可以在諧波或頻率更高的泛音，對應於較短的週期。脈動變星有時有一個定義良好的週期，但它們通常同時有多個頻率的脈動，需要複雜的分析來確定單獨的干擾週期。在一些情況下，脈動沒有明確定義的頻率，導致隨機的變化，稱為隨機。利用脈動研究恆星的內部被稱為星震學。
膨脹階段的脈動是因為不透明的物質阻塞內部能量的流動引起的，但這必須在恆星內特定的深度處發生，才能產生可見的脈動。如果膨脹發生在對流區域下方，則在表面看不到任何的變化。如果膨脹離表面太近，恢復力將太弱而無法產生脈動。如果脈動發生在恆星深處的非簡併層中，則產生脈動收縮階段的恢復力可以是壓力，這稱為聲學或壓力脈動模式，縮寫為P-模式。在其它情況下，還原力為重力，稱為g-模式。脈動變星通常僅以其中一種模式脈動。

#### 造父變星和類造父變星
這一類別的脈動變星有好幾種（造父{\displaystyle \delta }型變星，第二型造父變星，天琴座RR型變星，與盾牌座{\displaystyle \delta }型變星），但所有已發現的類型都在赫羅圖的不穩定帶上。這些變星的膨脹和收縮是由恆星自身的質量共振引起的，通常都有基頻。一般而言，愛丁頓閥門機制可以用來解釋類造父變星的脈動。不過，造父{\displaystyle \beta }型變星的機制則尚未釐清。從光譜類型來看，不穩定帶的星球分布在A到M型（顏色分布從白到紅），而造父{\displaystyle \beta }型變星則是分布在後期O到B型星（顏色深藍到藍）。在不穩定帶上所有類型的變星在週期和絕對星等之間都有固定的週光關係，以及週期和平均密度之間的關係。週光關係最初是由亨丽爱塔·斯万·勒维特依據造父變星建立的。這些高亮度的造父變星有助於確定本星系群內各星系的距離。愛德溫·哈伯也是用這種方法證明所謂的螺旋狀星雲實際上是遙遠的星系。

##### 經典造父變星
古典造父變星（或稱為仙王座δ型變星）是第一星族星，成員是年輕、大質量和明亮的黃超巨星，通常就直接稱為造父變星。它們非常規律的以數天至數月的週期進行著脈動。第一顆造父變星是愛德華·皮戈特在1784年9月10日發現的天桴四（天鷹座η）。然而，古典造父變星卻是以約翰·古德利克在幾個月後才發現的造父一（仙王座δ）命名。
天空中明亮的北極星，是位置比較特殊的一顆恆星，它也是造父型變星。

##### 第二型造父變星
第二型造父變星（歷史上曾經稱為室女座W型變星）有非常規律的週光關係，與經典造父變星非常類似，因此最初兩者被混淆在一起。第二型造父變星不同於經典造父變星，屬於較老年的第二星族星，具有較低的金屬量、低得多的質量、略低的亮度和稍微偏移的週光關係。因此，了解觀察到的是那一種類型的恆星始終是很重要的。

##### 天琴RR型變星
這些恆星與造父變星有些相似，但亮度不高且週期較短。它們比經典造父變星更古老，屬於第二星族星，但質量比第二型造父變星更低。由於經常在球狀星團中發現，所以經常被稱為星團造父變星。它們也有很好的週光關係，因此也是很有用的距離指標。這些A型恆星在幾個小時到一天或更長的時間內，視星等的變化可以達到0.2-2星等（相當於亮度變化20%至500%以上），當恆星半徑最大時達到最大亮度。

##### 盾牌座δ型變星
盾牌座δ型變星與造父變星類似，但光度更微弱且週期較短；它們曾經被稱為矮造父變星。它們經常顯示許多疊加的週期，結合在一起形成極其複雜的變光曲線。典型的盾牌座δ型變星的振幅在0.003～0.9星等（0.3%～大約130%），週期為0.01～0.2天。它們的恆星分類通常介於A0和F5之間。

##### 鳳凰座SX型變星
這類變星的光譜類型介於A2至F5之間，類似於盾牌座β型變星，主要存在於球狀星團 中。他們每1～2小時顯示出0.7等（亮度變化約100%）的亮度波動。

##### 快速振盪Ap星
這類變星的光譜類型為A，偶爾有些是F0，是在主序帶上的盾牌座μ型變星的子類型。它們具有極快速的變化，週期僅幾分鐘，振幅只有千分之幾。

#### 早期光譜型（O或B）的藍白色變星
藍白色的星，通常是巨星，特徵是只有微小的光度變化和短的週期。

##### 仙王座β型變星
仙王座β型變星（歐洲的國家通常稱之為大犬座β型變星），在0.1～0.6天的短週期內，光度有0.01～0.3等的變化幅度，在收縮至最小時光度最亮。

#### 長週期變星
長週期變星是低溫恆星演化的過程，其脈動週期在數週到數年之間。

##### 米拉變星

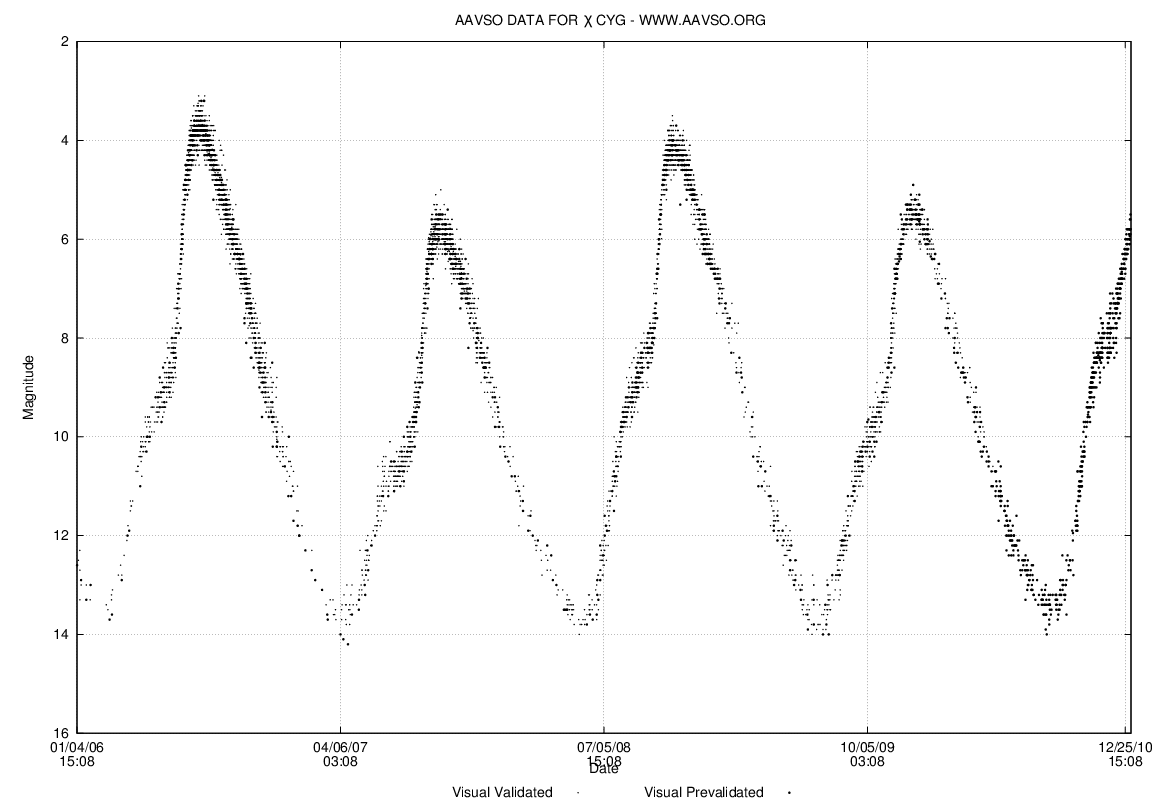
米拉變星天鵝座χ的光變曲線。

米拉變星（芻藁變星）是漸近巨星分支（AGB）中的紅巨星，在幾個月的週期中反覆減光和增亮，視星等的變光幅度在2.5等至11等之間，也就是亮度的變化從6倍至2萬5000倍不等。芻藁增二，也就是鯨魚座ο，本身的亮度變化，會在大約332天中的週期中從最亮時幾乎是2等星降低至10等星並回復。巨大的可見光振幅主要是由於溫度的變化，造成可見光和紅外線之間能量輸出的變化。在少數的情況下，芻藁變星顯示在數十年間週期有著顯著的變化，被認為與漸近巨星分支最先進的熱脈動迴圈有關。

##### 半規則變星
這類變星是紅巨星或紅超巨星。半規則變星有時可能會有確定的時間週期，但經常顯示定義不太明確的變化；有時可以解析出多個週期。一個眾所周知的半規則變星例子是參宿四(獵戶座α)，其視星等在+0.2等至+1.2等之間變動（亮度的變化是2.5倍）。至少有一些半規則變星與芻藁變星密切相關，唯一的區別是脈動中有著不同的諧波。

##### 慢不規則變星
這類變星是紅巨星或紅超巨星，它們幾乎沒有或根本沒有可以檢測的週期性。有些可能是研究得不夠完整的半規則變星，通常有多個週期；但另一些可能只是渾沌。

##### 長次週期變星
許多紅巨星和紅超巨星變星都會在超過數百天到數千天的時間出現變異。雖然平常的變化很緩慢，但疊加主要的變化後，顯示有快速的變化，它們的亮度會有幾個星等的變化。這種變化的原因尚不清楚，被歸結為脈動、聯星和恆星自轉等等。

#### 仙王座β型變星
仙王座β型變星，在歐洲常稱為大犬座β型變星以0.1-0.6天左右的短週期脈動，振幅0.01-0.3星等（1%-30%的亮度變化）。它們在收縮至最小時，光度最亮。許多這種類型的變星都有多個脈動週期。

#### 慢脈動B型變星
緩慢脈動B型星（Slowly pulsating B，SPB）是高溫的主序星，其亮度略低於仙王座β型變星，但週期較長，振幅也更大。

#### 非常快速脈動熱變星
這種罕見的變星原型是長蛇座V361，是一顆15等的B型次矮星。它們的脈動週期只有幾分鐘，但可能同時有多個脈動週期。它們的振幅只有幾百分之一的幅度。在變星總表的分類中標示為RPHS，脈動的模式是P-模式。

#### 望遠鏡座PV型變星
此類變星為Bp型超巨星，週期在0.1-1天，平均振幅0.1星等。它們的光譜奇特，有微弱的氫線，而另一方面碳和氦線特別強，是極端氦星。

#### 金牛座RV型變星
這類變星都是黃超巨星（確切說是低質量的後漸近巨星分支星在其生命中最亮的階段），有著交替深淺的二次及小值。這種雙峰變化的週期通常在30-100天，振幅在3-4星等。疊加這種變化，可能在幾年內出現更長期的變化。它們在最亮時的光譜為F或G型，亮度最低時的光譜為K或M型。它們位於不穩定帶附近，溫度比經典造父變星低，但比第二型造父變星更明亮。它們的脈動是由於氦的不透明性，是相同的基本機制，但它們處於恆星演化上完全不同的階段。

#### 天鵝座α型變星
天鵝座α型變星是非徑向脈動的超巨星，光譜類型是Bep至AepIa。它們的週期從幾天到幾週不等，變異的幅度通常是0.1星等。光度的變化通常是由許多振盪疊加與閉合引起，似乎是不規則的。天津四（天鵝座α）是此類變星的原型。

#### 劍魚座γ型變星
劍魚座γ型變星是非徑向脈動主序星，光譜類型F到後期A。它們的週期約為1天，振幅通常為0.1星等。

#### 脈動白矮星
這一類非徑向脈動變星的週期短至數百至數千秒，波動幅度為0.001至0.2星等。已知的脈動白矮星（或前白矮星）類型包括大氣層以氫為主和光譜類型為DA的DAV，或鯨魚座ZZ星、大氣層以氦為主導和光譜類型為DB的DBV，或武仙座V777星，和大氣層為氦、碳和氧為主的室女座GW星。室女座GW型又可以細分為DOV和 PNNV星。

#### 類太陽振盪
太陽振盪的振幅非常低，在大量的模式中有一種週期約為5分鐘的振盪。太陽的振盪是由外層的對流驅動，研究這些振盪的學問稱為日震學。 類太陽振盪這樣的術語用於描述其它恆星以同樣方式激發的振盪，這些振盪是星震學積極研究的主要領域之一。

#### 藍大振幅脈動變星
藍大振幅脈動變星是極為罕見的一種脈動變星，典型的週期在20-40分鐘，變化為0.2-0.4星等。

#### 不規則變星
它們通常是不具週期性或似乎有週期的紅超巨星，有些可能是缺乏研究的半規則變星，需要更多的觀察以重新分類。

#### 非徑向脹縮
非徑向脹縮導因於球體週期性的畸變，例如，一些橢球體形狀的恆星可能導致表面的振盪。

##### 鯨魚ZZ型變星
這種非逕向脹縮形變星的週期非常短，不會超過25分鐘，變光的幅度也只有0.001～0.2等。鯨魚座ZZ可能是一顆光譜型DA的白矮星，或是DAV的白矮星變星。

### 噴發變星
噴發變星顯示不規則或半規則的亮度變化，是由恆星丟失質量，或在某些情況下吸積質量。儘管名稱上看不出是爆炸事件，但這些都是災難性的變星。

#### 原恆星
原恆星是年輕的天體，是尚在收縮過程，還未完成從氣體星雲收縮成名符其實的恆星。大多數原恆星表現出不規則的亮度變化。

##### 赫比格Ae/Be星

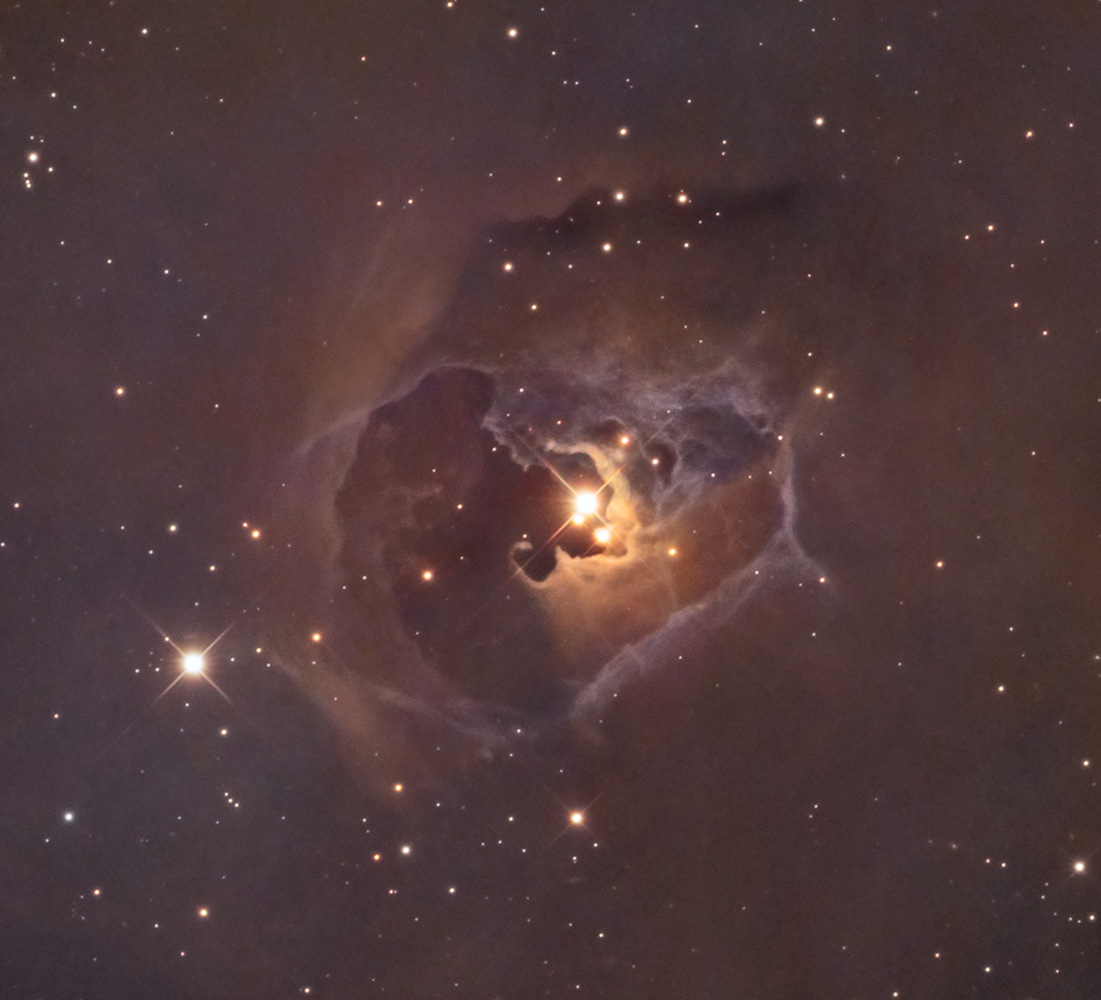
赫比格Ae/Be星金牛座V1025。

質量更大的變星（2-8太陽質量），赫比格Ae/Be星被認為是由於氣體-塵埃的團塊，形成星週盤軌道上運行。

##### 獵戶型變星
獵戶變星通常是崁入在雲氣中的年輕、炙熱的主序星。它們具有不規則的週期與好幾個星等的振幅；眾所周知的金牛座T型變星是獵戶變星的一個子類型。金牛座T型變星的變光是因為表面的斑點，和在星周盤軌道上的氣體-塵埃團塊。

##### 獵戶座FU型變星
此類變星多留駐在反射星雲中，亮度在6等以下，會逐漸增光，然後長時間的維持這個亮度。然後，它會在幾年的時間裡變暗2個星等（約變暗6倍）。例如，天鵝座V1057在11年內按了2.5星等（變暗10倍）。獵戶座FU型變星的光譜類型從A到G都有，可能是金牛座T型變星在演化過程中的一個階段。

#### 巨星和超巨星
相對而言，巨大的恆星較容易失去它們的物質。因此，在巨星和超巨星階段，由於噴發和質量損失引發變異性，是非常普遍的。

##### 高光度藍變星
所知的劍魚座S型變星，最明亮的變星即屬於此類。範例還有特超巨星海山二（船底座η）和天津增九（天鵝座P）。它們有著長期的高質量損失，並且每隔幾年内部的脈動導致恆星超過其艾丁頓極限，質量損失會增加得更大。儘管整體的亮度基本保持不變，但是亮度會增加。在少數高光度藍變星觀察到的巨量噴發確實增加了亮度，以致它們被貼上假超新星的標籤，並且被認為是不同的類型。

##### 黃超巨星
這些大質量恆星的演化，由於亮度高和位於赫羅圖不穩定帶位置的上方而不穩定，它們由於質量大和偶爾爆發而出現緩慢但有時是較大的光度和光譜變化，再加上可觀測的時間尺度而使變化難以察覺。最著名的例子是螣蛇十二（仙后座ρ）。

##### 北冕座R型變星
雖然這些恆星被歸類為噴發變星，但亮度不會週期性的增加。取而代之的是，它們大部分的時間都花在最大亮度上，而在不規則的時間間隔下，它們會突然減光1～9個星等（變暗2.5～4,000倍），然後花幾年或幾個月的時間回復到初始的亮度。這種變化被認為是塵埃在恆星的大氣層內形成的機制造成的，當塵埃形成並在恆星移動時，溫度終將低至塵埃冷凝的溫度之下，這時光線的傳導會受到遮蔽，於是造成恆星光度下降；當塵埃逐漸消散時，光度也就逐漸回復了。這些恆星大多數是因為其光度被歸類為黃超巨星，而實際上它們是後漸近巨星支星；但也有紅巨星和藍巨星屬於北冕座R型變星（R CrB）。北冕座R是此類變星的原型，其它的例子包括小熊座Z和金牛座SU。英仙座DY型變星是此型的子類，除了噴發之外，它們也具有週期性的變異性。

#### 沃夫–瑞葉型變星
沃夫–瑞葉星是有時會呈現多變性的巨大高溫恆星，其變異可能是由於幾個不同的原因，包括聯星的交互作用和圍繞恆星旋轉的氣體團。它們具有包括氦、氮、碳和氧等元素的廣泛發射譜線。某些此類變星的變化似乎是隨機的，而其它的則顯示多個週期。

#### 仙后座γ型變星
策（仙后座γ）是非超巨星但快速旋轉的B型發射譜線恆星，由於快速旋轉導致物質在其赤道區域彈出，其亮度不規律的波動達1.5星等（亮度變化四倍）。它是此型變星的原型。

#### 焰星
在主序星中，大多數爆發變星都是特殊的。它們通常只是焰星，也稱為鯨魚座UV型變星。它們都是光度非常黯淡的主序星，定期會發生閃焰。它們在幾秒鐘內亮度就會增加2星等（亮度增加6倍），然後在半小時內逐漸消退至正常亮度。鄰近的幾顆紅矮星，包括比鄰星和沃夫359，都是焰星。

#### 獵犬座RS型變星
這些是具有活躍色球層，包括受其辦星影響而增強的巨大星斑和耀斑的密接聯星系統。變異週期的尺度從數天，到接近軌道週期，有時還伴隨著星食，以及以年為尺度的星斑活動變化。

### 激變或爆發變星

#### 超新星
超新星是最戲劇性的激變變星，是宇宙中最激烈的事件之一。超新星可以在極短暫的時間內釋放出與整個星系一樣多的能量，使其視亮度激增20星等（亮度超過一億倍）。超新星爆炸是白矮星或恆星的核心達到一定的質量/密度極限（錢德拉塞卡極限）引起的，導致該天體在瞬間坍塌。這種崩潰的"反彈"導致恆星爆炸，並釋放出異常巨大的能量。爆炸的恆星外層以每小時數千公里的速度被拋出，這些被排出的物質可能形成被稱為"超新星殘骸"的星雲。一個眾所周知的例子就是蟹狀星雲，它來自1054年在中國和其它地方觀測到的一顆超新星。恆星或白矮星的核心可能成為中子星（一般是脈衝星），或在爆炸中完全解體。
超新星通常是由一顆質量比太陽大10倍以上的大質量恆星死亡造成的。在這顆大質量恆星生命的盡頭，一個由融合的灰燼組成，不能再融合的鐵芯，被堆積至質量超過/逼近錢德拉塞卡極限，因而崩潰。
超新星也可能由雙星系統中的伴星大規模的轉移質量給白矮星，當墜落到白矮星上的質量累積超過錢德拉塞卡極限，便會爆炸成為超新星。這一種類型的絕對光度與其光變曲線的特性有關，因此可以用來建立與其母星系的距離。1987年在大麥哲倫星系爆炸的超新星SN 1987A是被研究最多的超新星之一。

#### 亮紅新星

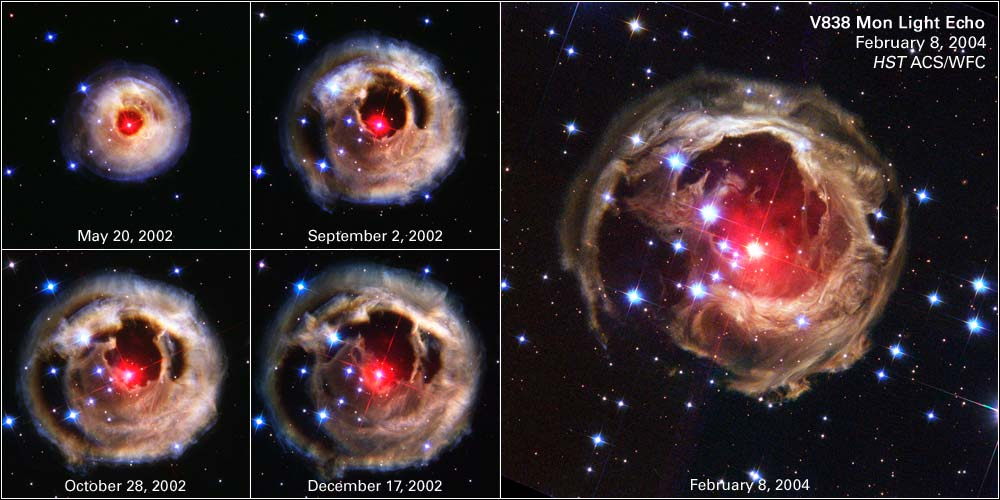
影像顯示麒麟座V838被放大的回聲。

亮紅新星與經典的新星無關，是由兩顆恆星合併引起的恆星爆炸。它們的典型特徵是有一個紅色的外觀和在最初的爆發後非常緩慢的光度下降。

#### 新星
新星也是恆星劇烈爆炸的結果，但與超新星不同的是不會導致恆星本身的毀滅。新星是從熱核融合的突然點燃而爆發，在某些高壓條件下（簡併物質）爆炸會加速。它們形成於密接聯星系統，其中一顆是普通的恆星，另一顆是白矮星。這個系統可能在數十年到幾個世紀或幾千年內反覆爆發。新星取決於其光變曲線的行為，分類"快速"、"慢"或"非常慢"三類。曾經記錄到一些肉眼新星，1975年的天鵝座新星是近代歷史上最亮的，視星等曾經達到2等星。

#### 矮新星
矮新星是涉及白矮星的物理雙星，其伴星的物質轉移會引起規律的爆發。矮新星有三種類型： 
- 雙子座U型：在持續5-20天的爆發之後，通常會有數百天的寧靜期。在爆發期間，它們的亮度會增加2-6星等。在天鵝座中發現天鵝座SS之後，因為是此類最亮、最頻繁爆發的，因此這一型常被稱為天鵝座SS型。

- 鹿豹座Z型：此型有部分在最大亮度和最低亮度之間，偶爾會觀察到亮度被稱為"靜止"的穩定亮度。即在高原區發生停頓的現象。

- 大熊座SU型：此型有經常性且頻繁的小爆發，但也會經歷罕見且更大的"超級爆發"。這些聯星的軌道週期通常都短於2.5小時。

#### 武仙座DQ型變星
武仙座DQ型是正在交互作用中的雙星系統。其中，低質量的恆星將質量轉移至強磁性的白矮星。白矮星的自轉週期明顯短於雙星的軌道週期，有時可以光度計檢測週期。吸積盤通常圍繞著白矮星形成，但其最內側區域會被白矮星的磁力截斷。一旦被白矮星的磁場捕獲，內盤中的物質就會沿著磁力線傳播，直到附著在白矮星上。在極端的情況下，白矮星的磁力會阻止吸積的形成。

#### 武仙座AM型變星
在這一類激變變星中，白矮星的磁場非常強，以至於白矮星的自轉週期與雙星軌道週期同步。轉移的物質不是形成吸積盤，而是形成吸積流沿著白矮星的磁力線輸送，直到撞擊白矮星的磁極附近。從撞擊區發呈螺旋射出的輻射可能導致數星等的變化。

#### 仙女座Z型變星
這些共生雙星是由一顆紅巨星和高溫藍色恆星組成，並籠罩在氣體和塵埃雲中的系統。它們經歷類似新星的爆發，振幅可以高達4星等。此類型的原型是仙女座Z。

#### 獵犬座AM型變星
獵犬座AM型變星是聯星，主星是一顆白矮星，會從伴星的白矮星、氦星、或演化中的主序星吸取富含氦的物質。它們經歷複雜的變化，有時會沒有變化，以及超短的週期。

## 外因變星
外因變星有兩個主要的群組：自轉變星和食變星。

### 自轉變星
擁有較大星斑的恆星在自轉時，當亮區或星斑出現在視圖中有可能出現顯著的亮度變化。磁星的磁極也會出現亮點；具有橢球體形狀的恆星，當朝向觀測者的面積因形狀不同而改變時，亮度也會發生變化。

#### 非球體變星

##### 橢球變星
這類變星是非常靠近的聯星，因為相互間的引力作用，使其形狀不是球形。當恆星因旋轉而使朝向觀測者的表面區域改變，這就會影響到從地球上看到的亮度。

#### 星斑
恆星表面的亮度不均勻，有較暗的區域（類似太陽表面的太陽黑子），也有較亮的區域；恆星的色球亮度也可能不同。當恆星旋轉時，我們觀察到的亮度變化可能會有數十分之一的變化幅度。

##### 后发座FK變星
這一類變星的自轉速度極快（赤道處可以達到每秒100公里的速度），因此它們是橢球的形狀。它們顯然是光譜為G型和K型的巨星，並顯示出強大的色球發射譜線。例如后髮座FK、HD199178和天秤座UZ。后髮座FK快速自轉的一個可能解釋是，它是密接聯星合併的結果。

##### 天龍座BY變星
天龍座BY型變星的光譜為K或M，變化小於0.5星等（亮度變化70%）。

#### 磁場

##### 獵犬座α2型變星
獵犬座α2型變星（2 CVn）是主序星，光譜分類B8－A7，它們的變動是由於磁場的變化，顯示0.01到0.1（1%到10%）的波動。

##### 白羊座SX型變星
此類型的變星由於高速自轉而使磁場變化，其亮度波動約為0.1星等。

##### 光學脈衝變星
在可見光檢測到的脈衝星很少。這些中子星由於快速的自轉，亮度變化也非常的快，週期都是毫秒到數秒鐘。第一顆，也是最著名的例子就是蟹狀星雲。

### 食雙星

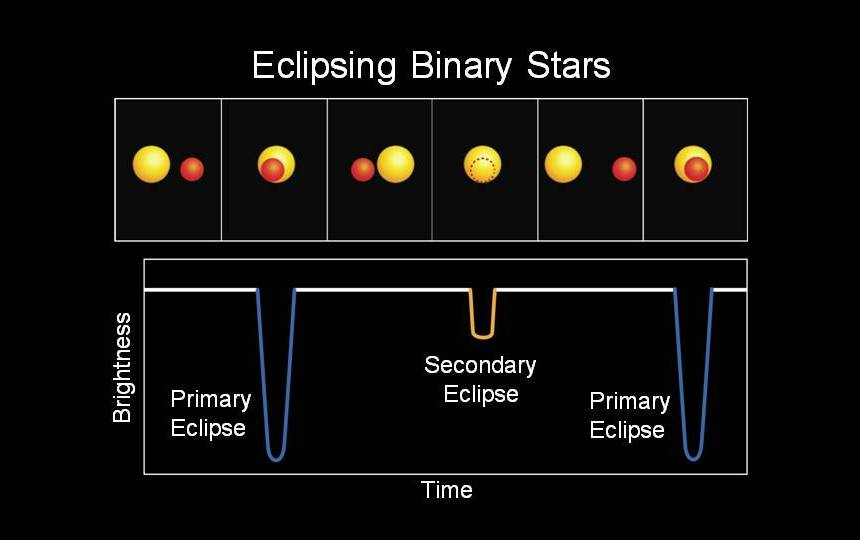
食雙星的光度是這樣變化的。

由於一些外在的原因，使觀測者看見的外因變星亮度存在著差異。其中最常見的一個原因是兩顆恆星互繞形成的聯星系統。當從某一些角度觀看時，一顆恆星可能會穿越另一顆恆星的前方，導致亮度降低。

#### 大陵五型變星
大陵五型變星歷經的星食，在幾乎恆定的變光週期中，會出現出一個或兩個極小值。此類的原型是英仙座的大陵五（英仙座β，Algol）。

#### 雙週期變星
雙週期變星標線出週期性的質量交換，導致軌道週期在經歷一段很長的時間內發生可預見的變化。天蠍座V393是最著名的例子。

#### 天琴座β型變星
天琴座β型變星是非常接近的聯星，依據原型星漸台二（天琴座β，Sheliak）命名。此類食變星的光變曲線不斷的在變化，因此幾乎不可能確知每次食的開始和結束。

#### 巨蛇座W型變星
巨蛇座W型變星的原型是半接觸聯星巨蛇座W，是由巨星或超巨星的伴星將物質傳輸給更緻密的大質量恆星。它們類似但與天琴座β型變星不相同，特徵是吸積盤上的熱點發射出強烈的紫外線輻射。

#### 大熊座W型變星
這一型變星的變光週期不到一天的時間。恆星彼此的位置非常靠近，表面幾乎接觸到一起。

### 行星凌
對於擁有系外行星的恆星，如果行星在地球和恆星之間經過，恆星的光度也可能顯示初變化。相較於伴星，這種變化要小得多，只能通過極其精確的觀測來檢測。例子有HD 209458和GSC 02652-01324，以及克卜勒任務檢測到的所有行星和行星候選者。

## 外部連結
- 美國變星協會（AAVSO）（页面存档备份，存于）
- GCVS變星分類（页面存档备份，存于）
- Society for Popular Astronomy – Variable Star Section（页面存档备份，存于）
- WWW.SEMIREGULAR.COM WEB-service where variable star observers can manage and report their observations